# Andreas Meyer (Manager)

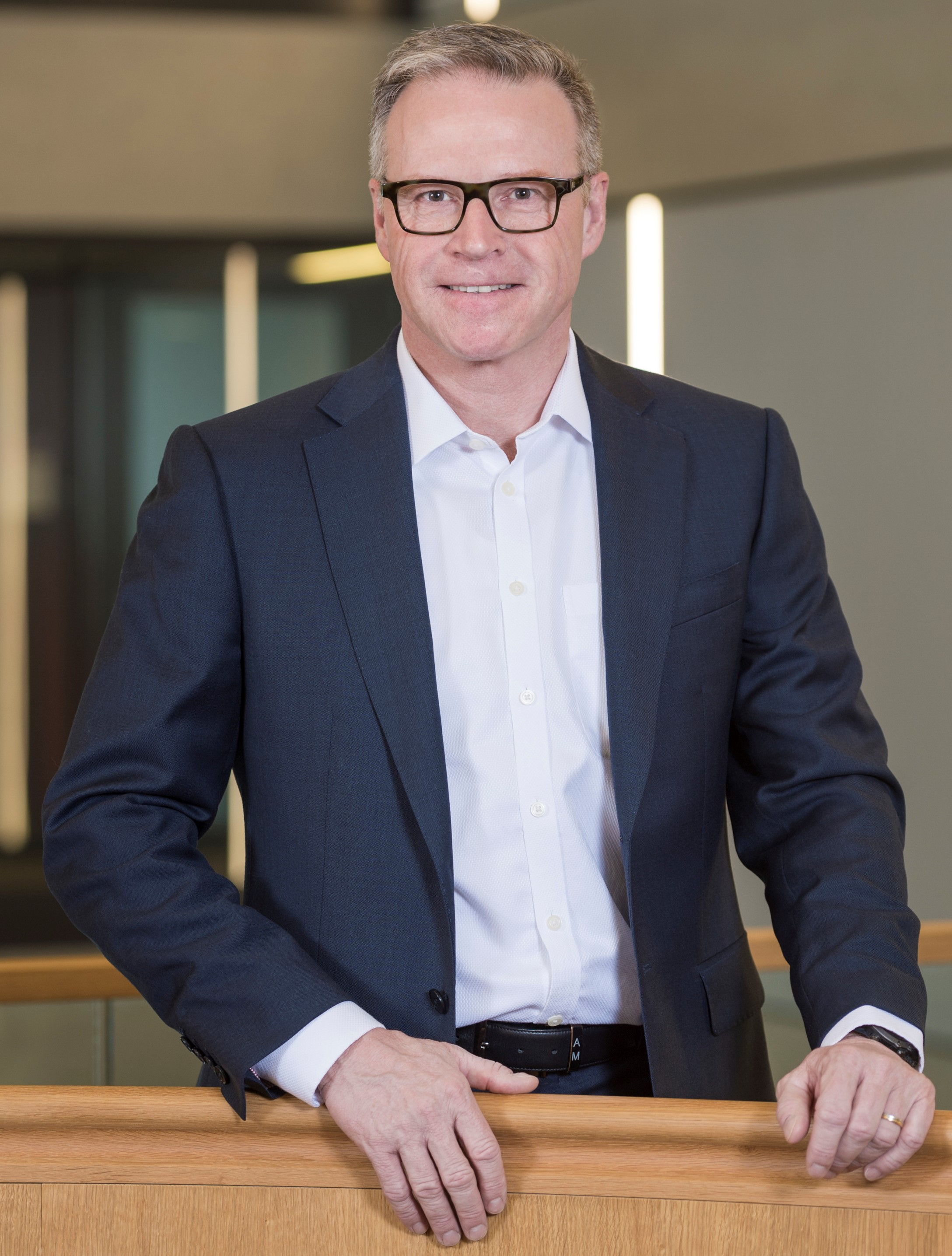
Andreas Meyer

Andreas Meyer (* 9. April 1961 in Basel) ist ein Schweizer Manager. Vom 1. Januar 2007 bis zum 31. März 2020 war er der Vorsitzende der Geschäftsleitung der Schweizerischen Bundesbahnen (SBB).

## Lebenslauf
Andreas Meyer legte am Gymnasium Muttenz 1980 die Matura Typus B ab. Er studierte anschliessend Rechtswissenschaften an den Universitäten Basel und Freiburg (Schweiz). Der Sohn eines Eisenbahners arbeitete während seines Studiums als Wagenreiniger bei der SBB. 1989 erwarb er im Kanton Basel-Landschaft das Rechtsanwaltsexamen und 1995 einen MBA bei INSEAD in Fontainebleau.

### ABB, 1990 bis 1997
Seine berufliche Laufbahn begann 1990 als Rechtskonsulent bei ABB, später als Assistent der Geschäftsführung und Projektleiter bei deren Tochterunternehmen W+E Umwelttechnik in Zürich. Von 1996 bis 1997 arbeitete er als Geschäftsführer beim deutschen Anlagenbauer Babcock Borsig in Oberhausen und Bitterfeld.

### Deutsche Bahn, 1997 bis 2006
Von 1997 bis 2006 arbeitete Andreas Meyer in verschiedenen Positionen bei der Deutschen Bahn AG. Er stieg bei DB Energie als kaufmännischer Geschäftsführer ein und wurde 2000 Vorsitzender der Geschäftsführung. 1997 war er dabei mit dem Auftrag betraut worden, die Energiesparte zu veräussern. Durch einen Umbau konnte er den Konzern von einem langfristigen Erhalt der Energiesparte des DB-Konzerns überzeugen. 2004 wurde er Vorsitzender der Geschäftsführung von DB Stadtverkehr. Damit war er gleichzeitig Mitglied der Geschäftsleitung von DB Personenverkehr. Ab 2005 war Meyer gleichzeitig Mitglied der Konzernleitung der Deutschen Bahn AG.

### SBB, 2007 bis 2020
Am 23. Juni 2006 wurde Meyer, mit Wirkung zum 1. Januar 2007, vom Verwaltungsrat der SBB einstimmig aus 30 Kandidaten zum Nachfolger von Benedikt Weibel gewählt. Mit zehn der Kandidaten waren ausführliche Gespräche geführt worden.
Als Jahresgehalt erhielt er im Geschäftsjahr 2014 ein Fixum von 580'000 Franken sowie einen leistungsabhängigen Anteil von 492'000 Franken. Mit insgesamt rund 1,1 Millionen CHF Gesamtentlohnung erhält Meyer damit das höchste Salär eines Angestellten in einem CH-bundesnahen Betrieb. 1996 betrug die Vergütung für den damaligen SBB-Direktoriumspräsidenten Benedikt Weibel noch 300'000 CHF.
Meyer kündigte am 4. September 2019 seinen Rücktritt von der SBB-Spitze bis spätestens Ende 2020 an. Nach der Wahl seines Nachfolgers hat der SBB-Verwaltungsrat seinen Rücktritt und die Amtsübergabe auf den 1. April 2020 festgelegt.

#### Meilensteine bei der SBB
2008 wurde der Bereich Immobilien zur eigenständigen Division der SBB. Im Industriewerk Bellinzona (IW) kam es nach Ankündigung von Sanierungsmassnahmen zu einem einmonatigen Streik. In Zusammenarbeit mit dem Kanton Tessin und der Stadt Bellinzona gelang es, die Zukunft des Werkes zu sichern.
Im gleichen Jahr startete die SBB das grösste Flottenerneuerungsprogramm (FV-Dosto, Modernisierung der einstöckigen Flotte, IC2000, Giruno). Die Beschaffungen zielten darauf ab, die Züge zu standardisieren und die Flottentypen zu reduzieren. Der Fernverkehrs-Dosto, die grösste Beschaffung der SBB, verzögerte sich und die Einführung wurde zu einer «Zangengeburt».
2011 sanierte die SBB ihre Pensionskasse.
2013 schrieb SBB Cargo erstmals seit mehr als 40 Jahren wieder schwarze Zahlen. Zwischen 2013 und 2018 entwickelt die SBB elf regionale Gesamtperspektiven: Kantone, Städte und Gemeinde formulierten mit der SBB Arbeitsprogramme für eine langfristige Mobilitäts- und Arealentwicklungen.
2014 nahm die SBB in Zürich, im grössten Bahnhof der Schweiz, den ersten Teil der Durchmesserlinie mit einem neuen Tiefbahnhof Löwenstrasse in Betrieb.
2015 wurden alle Mitarbeitenden mit Smartphones oder Tablets ausgerüstet.
2016 verabschiedete die SBB erstmals eine übergreifende Unternehmensvision, die 2019 weiterentwickelt wird.
Ebenfalls 2016 wurde der Gotthard-Basistunnel als Herzstück der neuen Alpentransversale NEAT in Betrieb genommen; er ist mit 57 Kilometern der längste Eisenbahntunnel der Welt. 2020 wird mit der Inbetriebnahme des Ceneri-Basistunnels die NEAT vollendet.
Am 21. August 2019 beschlossen SBB und BLS eine Zusammenarbeit innerhalb der integralen Fernverkehrskonzession.
Ende 2019 nam der Léman Express als grösste grenzüberschreitende S-Bahn in Europa seinen Betrieb auf.
In den Wochen unmittelbar vor Meyers Ausscheiden im März 2020 reduzierte die SBB aufgrund der COVID-19-Pandemie ihr Angebot massiv. Die Nachfrage ging aufgrund von Mobilitätsbeschränkungen um 80 bis 90 Prozent zurück.
Am 1. April 2020 übergab Andreas Meyer die operative Führung der SBB an Vincent Ducrot.

#### Kritik, Versäumnisse
Helmut Stalder listet in der Neuen Zürcher Zeitung (August 2020) Versäumnisse der «Ära Meyer» auf:
- die SBB haben jahrelang die Ausbildung neuer Lokführer vernachlässigt, 2020 fehlen 210 Lokführer und 200 Zugverbindungen fallen täglich aus, in den nächsten Jahren werden rund 1000 neue Lokführer fehlen, die von ausserhalb rekrutiert werden müssen
- Unterhalt und Erneuerung der Infrastruktur blieb zurück, der Nachholbedarf ist immens
- gesunkene Zuverlässigkeit und Pünktlichkeit
- missratene Beschaffung und Inbetriebsetzung des neuen Doppelstock-Fernverkehrszuges FV-Dosto

## Kontroversen
Im Zuge des Stellenwechsels Meyers von der Deutschen Bahn zur SBB kam es im Jahr 2008 zur Kontroverse um dessen Entlohnung. Innerhalb des Geschäftsberichts 2007 der SBB wurde ausgewiesen, dass Meyer neben einem Antrittsbonus und einer ausserordentlichen Einlage in die Pensionskasse eine weitere Unterstützung erhielt: SBB Immobilien erwarb das deutsche Wohnhaus Meyers zu Gestehungskosten und organisierte den Verkauf, um den Wohnortswechsel des neuen Topkaders zu erleichtern. Neben der medialen und öffentlichen Debatte um diese Entscheidung des Verwaltungsrats wurde vom Nationalrat Josef Zisyadis eine parlamentarische Anfrage initiiert. Insgesamt verdiente Meyer bis zu seinem Rücktritt rund 12 Millionen Franken.
Unter Druck geriet Meyer nach einem Todesfall im August 2019, bei dem ein Bahnmitarbeiter in einer defekten Türe eingeklemmt blieb und verstarb. Die SBB hatten seit 2018 von den defekten Türen gewusst.

## Familie
Andreas Meyer ist verheiratet, Vater von drei Kindern und lebt in Muri bei Bern. Aufgewachsen ist er gemeinsam mit seinem Bruder in einer Eisenbahnerfamilie im baselländischen Birsfelden.
Sein Vater arbeitete als SBB-Wagenmeister und später als Chef der SBB-Betriebswerkstatt Muttenz BL. Spross Andreas kam schon früh in Kontakt mit den SBB. Er begleitete seinen Vater schon als Bub an den Rheinhafen, wo er Wagenladungen kontrollierte und Bremsproben ausführte. Während seines Jus-Studiums jobbte er als Putzkraft in den SBB-Waggons.